# تاشبولات طيب
تاشبولات طيب (بالصينية: 塔西甫拉提·特依拜) (من مواليد ديسمبر 1958) هو أستاذ جغرافيا صيني من إثنية الأويغور، كان رئيسا لجامعة شينجيانغ إحدى أشهر الجامعات في إقيلم سنجان ذو الأغلبية الأويغورية المتمتع بالحكم الذاتي من 2010 إلى 2017.
حُكم عليه بالإعدام في محاكمة سرية.

## النشأة والمشوار
في عام 1978، التحق الطيب بجامعة شينجيانغ لدراسة الجغرافيا حيث تخرج في عام 1983.
في مارس 1992، حصل على درجة الماجستير والدكتوراه في الهندسة في الجغرافيا التطبيقية جامعة طوكيو للعلوم. في عام 1993 تم تعيينه أستاذا في قسم الجغرافيا بجامعة شينجيانغ. في عام 1996 تم تعيينه نائبا لرئيس الجامعة، وفي عام 2010 تمت ترقيته إلى رئيس الجامعة ونائب سكرتير الحزب الشيوعي في الجامعة.
في نوفمبر 2008، حصل الطيب على الدكتوراه الفخرية من جامعة السوربون.

## الاعتقال والمحاكمة
في مارس 2017، تم اعتقال طيب في مطار بكين داشينغ الدولي خلال رحلته إلى ألمانيا لحضور مؤتمر دولي، حيث وجهت له تهم «فساد» وأنه «شخص ذو وجهين». بعد اعتقال الطيب، احتُجز في سجن انفرادي، ثم حُوكم سراً بتهمة الانفصالية ليدان بعقوبة الإعدام، مع وقف التنفيذ لمدة سنتين.